# フレデリック・ターナー
フレデリック・ジャクソン・ターナー（英:Frederick Jackson Turner、1861年11月14日-1932年3月14日）は、アメリカ合衆国20世紀初期の歴史学者である。著作『アメリカ史におけるフロンティアの意義』で名高い。

## 生い立ち、教育と経歴
ターナーはウィスコンシン州ポーテージで、アンドリュー・ジャクソン・ターナーとメアリー・オリビア・ターナー夫妻の息子として生まれた。1884年にウィスコンシン大学マディソン校を卒業し、そこでファイ・カッパ・サイ友愛会の会員になった。1890年、ウィスコンシンの毛皮交易を主題にしてジョンズ・ホプキンス大学から歴史学の博士号を受けた。ウィスコンシン大学（1890年-1910年）およびハーバード大学（1910年-1922年）で歴史学教授を務めて多くの弟子を教育し、彼等が国中のアメリカ史プログラムで支配的存在になった。アメリカの性格を形作るときのフロンティアの重要性を強調したことは、歴史の多くの学説に見られる解釈に影響を与えた。民族性や土地所有というような社会勢力の合成物としてセクショナリズムをモデル化したことは、アメリカ史における社会、経済および政治すべての発展の基礎として歴史家達が社会史を扱う道具になった。アメリカ歴史学会では、大きなプロジェクトでJ・フランクリン・ジェイムソンと共同研究を行った。

## ターナーのフロンティア学説
ターナーはシカゴ万国博覧会開催中の1893年7月12日、アメリカ歴史学会に提出し初めて出版された論文『アメリカ史におけるフロンティアの意義』の中の「フロンティア学説」で記憶されている。その中では、アメリカ合衆国の精神と成功は直接この国の西方への拡張に結び付けられると述べている。ターナーに拠れば、特異でごつごつしたアメリカの独自性が形成されたのは、開拓者の文明と荒野の荒々しさとが出遭ったときに起こった。このことで新しいタイプの市民が生まれた。すなわち荒野を手なづける力のある者や荒野が力と個性を与えた者とした。

## 作品
ターナーの随筆は『アメリカ史におけるフロンティアの意義』に集められ、1933年にピューリッツァー賞歴史部門賞を受賞した。ターナーのセクショナリズム学説はそのフロンティア学説とほとんど同じくらい歴史家の間に影響を与えた。異なる民族と文化の集団はそれに固有の開拓様式があり、このことが政治、経済および社会に自ずと現れてくると主張した。

## 結婚、家族および死
ターナーは1889年11月にシカゴでキャロライン・ミー・シャーウッドと結婚した。夫妻には3人の子供が生まれた。娘のドロシー・キンスリー・ターナー（結婚後の姓はメイン）が成長して孫を産んだ。ジャクソン・アレン・ターナーは1899年10月に死亡し、ミー・シャーウッド・ターナーは1899年2月に死亡した。ドロシーの生んだ孫の一人が歴史家ジャクソン・ターナー・メイン（1917年-2003年）となり、アメリカ独立史の学者となった。
ターナーは1932年、研究員をしていたハンティントン図書館のあるカリフォルニア州で死亡した。

## 著作
- Turner, Frederic Jackson. "The Significance of the Frontier in American History" (1893)
- Turner, Frederic J. (April 1897). “Dominant Forces in Western Life”. The Atlantic monthly (University of Northern Iowa) 79 (474):  433–443 2006年10月9日閲覧。.
- Turner, Frederick Jackson. The early writings of Frederick Jackson Turner, with a list of all his works compiled by Everett E. Edwards; University of Wisconsin (Madison) Press, 1938
- Rise of the New West, 1819-1829 by Frederick Jackson Turner - プロジェクト・グーテンベルク
- Turner, Frederick Jackson. ed. "Correspondence of the French ministers to the United States, 1791-1797" in American Historical Association. Annual report ... for the year 1903. Washington, 1904.
- Turner, Frederick Jackson.   "Is Sectionalism in America Dying Away?" (1908). American Journal of Sociology, 13: 661-75, in JSTOR
- Turner, Frederick Jackson.   "Social Forces in American History," presidential address before the American Historical Association American Historical Review, 16: 217-33
- Turner, Frederick Jackson. The Frontier in American History. 375 pp. New York, Henry Holt & Co (1920) at the American Studies Hypertext collection at the University of Virginia. Pulitzer prize winner.
- Turner, Frederick Jackson. The Significance of Sections in American History introduction by Max Farrand. ix, 347 pp., maps. New York, Henry Holt & Co. (1932) 
  - CONTENTS: I. Problems in American History, pp. 3- 21 (a reprinting from 1904. 2. The Significance of the Section in American History, pp. 22- 51 (a reprinting from 1925). 3. The Origin of Genet's Projected Attack on Louisiana and the Floridas, pp. 52- 85 (a reprinting from 1898). 4. Western State-Making in the Revolutionary Era, pp. 86-138 (a reprinting from 1895) the Revolutionary Era, pp. 86-138 (a reprinting from 1895). 5. The Policy of France toward the Mississippi Valley in the Period of Washington and Adams, pp. 139-82 (a reprinting from 1905). 6. Geographical Influences in American Political History, pp. 183-92 (a reprinting from 1914). 7. Geographical Sectionalism in American History, pp. 193- 206 (a reprinting from 1925). 8. Since the Foundation, pp. 207-34 (a reprinting from 1924). 9. The West-- 1876 and 1926, pp. 235-55 (a reprinting from 1926). 10. The Children of the Pioneers, pp. 256‐86 (a reprinting from 1926). II. Is Sectionalism in America Dying Away? pp. 287- 314 (a reprinting from 1907). 12. Sections and Nation, pp. 315-39 (a reprinting from 1922).
- Turner, Frederick Jackson. "Dear Lady": the letters of Frederick Jackson Turner and Alice Forbes Perkins Hooper, 1910-1932. Edited by Ray Allen Billington. Huntington Library, 1970
- Turner, Frederick Jackson. America's great frontiers and sections: Frederick Jackson Turner's unpublished essays edited by Wilbur R. Jacobs. University of Nebraska Press, 1965.
- Rereading Frederick Jackson Turner: "The Significance of the Frontier in American History" and other essays ed by John Mack Faragher, (1999)

## 二次史料
- Bogue, Allan G., Frederick Jackson Turner: Strange Roads Going Down, Norman: University of Oklahoma Press, 1998, ISBN  	0-5851-9467-X

## 日本語研究
- 『アメリカ古典文庫9　フレデリック・J・ターナー』 渡辺真治訳・解説、西崎京子訳、研究社、1975年。
- 岡田泰男『フロンティアと開拓者―アメリカ西漸運動の研究』東京大学出版会、1994年。